# سنت-الیزابت، کبک
سَنت-الیزابت (به فرانسوی: Sainte-Élisabeth) قصبه‌ای در منطقه شهری دوتره ناحیه لانودییر در استان کبک کانادا است. در سرشماری سال ۲۰۱۱ این قصبه ۱٬۴۷۲ نفر جمعیت داشته‌است و مساحت آن ۸۱٫۶۶ کیلومتر مربع است.